# Sankt Georgen an der Leys
Sankt Georgen an der Leys  är en ort och kommun  i Österrike. Den ligger i distriktet Scheibbs i förbundslandet Niederösterreich, 90 km väster om huvudstaden Wien.
Kommunen består av 18 orter (Ortschaften) (inom parentes invånarantal 1 januari 2024):

- Ahornleiten (25)
- Bach (28)
- Bichl (36)
- Dachsberg (63)
- Forsthub (58)
- Gries (15)
- Kandelsberg (31)
- Kreuzfeld (20)
- Kröll (91)
- Maierhof (27)
- Mitteröd (43)
- Oedwies (68)
- Ramsau (12)
- Schießer (53)
- St. Georgen an der Leys (487)
- Wiesmühl (119)
- Windhag (125)
- Zwickelsberg (35)